# Giuseppe di Nazareth (film)
Giuseppe di Nazareth, anche noto come Gli amici di Gesù - Giuseppe di Nazareth, è un film per la televisione del 2000 diretto da Raffaele Mertes.
Pellicola dedicata alla vita di San Giuseppe, padre putativo di Gesù, fa parte della ciclo Amici di Gesù insieme a Maria Maddalena, Giuda e Tommaso.